# Brownea
Brownea es un género con unas  30 especies pertenecientes a la familia Fabaceae, subfamilia Caesalpinioideae. Es originario de las regiones tropicales de América.Son arbustos o árboles que alcanza los 20 m de altura.

## Taxonomía
El género fue descrito por Nikolaus Joseph von Jacquin y publicado en Enumeratio Systematica Plantarum, quas in insulis Caribaeis 6, 26. 1760.
Etimología
Brownea: nombre genérico que honra el médico y botánico irlandés Patrick Browne.

## Especies aceptadas
A continuación se brinda un listado de las especies del género Brownea aceptadas hasta julio de 2014, ordenadas alfabéticamente. Para cada una se indica el nombre binomial seguido del autor, abreviado según las convenciones y usos.	
- Brownea angustiflora Little
- Brownea ariza Benth.
- Brownea birschellii Hook. f.
- Brownea bolivarensis Pittier
- Brownea cauliflora Poepp. & Endl.
- Brownea coccinea Jacq.
  - Brownea coccinea subsp. capitella (Jacq.) D.Velasquez & Agostini - Rosa de Berbería o Rosa macho de Caracas[5]
- Brownea crawfordii W. Watson
- Brownea disepala Little
- Brownea enricii Quinones
- Brownea excelsa (Pittier) J.F. Macbr.
- Brownea gladisrojasiae D. Velasquez & Agostini
- Brownea grandiceps Jacq.
- Brownea herthae Harms
- Brownea holtonii Britton & Killip
- Brownea hybrida Backer
- Brownea leucantha Jacq.
- Brownea longipedicellata Huber
- Brownea loretensis Standl.
- Brownea macbrideana J.F. Macbr.
- Brownea macrophylla Linden ex Mast.
- Brownea multijuga Britton & Killip
- Brownea negrensis Benth.
- Brownea peruviana J.F. Macbr.
- Brownea puberula Little
- Brownea rosa-de-monte Bergius
- Brownea santanderensis Quinones
- Brownea similis Cowan
- Brownea stenantha Britton & Killip
- Brownea tillettiana D. Velasquez & Agostini
- Brownea ucayalina (Huber) Ducke